# Аристотель (Рібера)
Аристотель (англ. Aristotle) — картина, яку створив у 1637 неаполітанський художник Хосе де Рібера, іспанець за походженням.

## Передісторія
Як і більшість іспанських художників, Хосе де Рібера був переважно художником католицької церкви і розробляб біблійні сюжети. Але перебування у Неаполі, що незважаючи на захоплення іспанцями, залишався ще й італійським містом, наблизило Ріберу до античності, остання надзвичайно мало впливала на художню практику іспанців в живопису. Житія та діяння апостолів, Богородиці та численних святих переважали.
Серед тем, що формально належли до античності, були давньогрецькі філософи. Рібера двічі звертався до теми філософів. Вперше герцог Алкала замовив йому серію картин «Філософи» 1630 року. В Неаполі ще можна було отримати книги стародавнього історика Діогена Лаертського (початок 3 ст. нашої ери) «Про життя, вчення та висловлювання славетних філософів», а ще більше Лукіана з Самосати (2 ст. нашої ери) «Ярмарок життів».
До світогляду сорокарічного на той час митця ближчим був саме Лукіан з Самосу. Письменник подав славетних філософів, цих велетнів духу, як жебраків і рабів, мало потрібних суворій реальності. Неаполь належав до найбільш пограбованих міст Італії, де кількість бідноти і жебраків кидалась у вічі. Вони і стануть головними персонажами серії.
Авторитет античного письменника захистив від докорів сувору правду образів і самого Хосе де Рібери. Він формально ніби йде за письменником, малюючи бородаті обличчя, потріскані від зморшок і життєвих випробувань, брудний, подертий одяг. Якби не могутній розум в очах і самоповага цих жебраків, їх, при їхньому лахмітті й вигляді, взяли б за божевільних. Несправедливість ставлення до зображених ним людей переливалась через край полотен Рібери, і глядачі застигали приголомшено. Так разюче реально не малював своїх філософів навіть захвалений Веласкес.
Вдруге він повернувся до серії «Філософи» 1635 року.

## Опис твору
Аби подолати декотру монотонність зображень, Хосе де Рібера удався до різних розворотів фігур, одні з котрих повернулися до глядачів у намаганні зав'язати контакт, інші перебувають у самозаглиблених думках і просто не помічають тих, хто спостерігає за ними. Всі вони перебувають у якихсь темних інтер'єрах. Серед оточення філосфів — стіл, подерті і старі книги, циркуль, наче вони продовжують власні дослідження. Використана художником колористична гама темна і майже монохромна. Лише іноді одяг філсофа має ознаки багатих тканин, давно подертих і забруднених. 
Умовне зображення Аристотеля — належить до ненайкращих. Він самозаглиблений у думки і навіть роздивитись його обличчя неможливо. З зображеннями серії його пов'язують той же темний та бідняцький інтер'єр, одяг жебрака, старі книги тощо.

## Античні філософи і апостоли Рібери
До філософів Рібери близькі (композиційно і за колоритом) «Апостоли», ще одна серія полотен майстра. Це теж поясні фігури, грубуваті обличчя в зморшках, бідний одяг. Рібера наче навертає глядача до років первісного християнства, коли «Адам орав, а Єва пряла», коли перші учні Христа були убогі, як жебраки Неаполя 17 століття. З філософами Рібери вони схожі і високим почуттям гідності.
Але завдання серії «Апостоли» інше, ніж здобута мудрість давньогрецьких філософів, бо, за переконанням Рібери (доброго і щирого католика), саме християнські апостоли, а не грецькі філософи несуть світло святого вчення. Палкий католик Рібера був на боці апостолів, тому малював їх як найкращих серед людей, найкращих серед філософів.

## Впливи серії «Філософи»

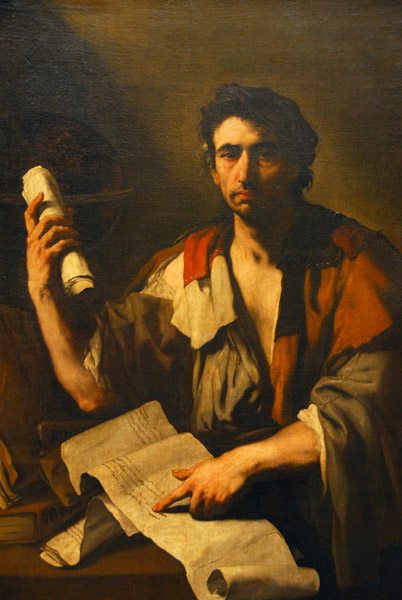
Лука Джордано, «Філософ цинік», Мюнхен, Стара Пінакотека

Суворі фігури філософів, подані Ріберою надзвичайно сульптурно і реалістино, були помічені. Частка картин була повторена помічниками його неапольської майстерні. 
З роками декотрі з картин серії були знищені. Завдяки створеним колись копіям можна відтворити всю серію.
Старанний учень Рібери, Лука Джордано, теж зробив свою серію філософів, чим надовго заплутав і прихильників живопису, і істориків, і мистецтвознавців. Вони схожі на філософів Рібери за колоритом, навіть розмірами полотен. Але народжена особистість Джордано відбилася на стилістиці, дала їм більшу легкість в образах, інше психологічне забарвлення. Джордано подав своїх філософів більш пластично, невимушено, колористична гама зображень помітно багатша за гаму Хосе де Рібери. 
Можливо, найранішній з філософів Джордано потрапив до Ермітажу. «Філософ з дзеркалом» стоїть просто, одяг неохайний, похмуре обличчя в зморшках, погляд непривітний і розчарований. Про молодість художника свідчить мало вдала композиція (персонаж подано зі спини, обличчя видно в дзеркалі частково). Можливо, це філософ-цинік, яких часто зображували в Неаполі і на котрих була мода серед багатих прихильників неостоїцизму в Неаполі. У дзеркалі відображення чоловічого обличчя, немов ілюстрація до прислів'я : «не лайте дзеркало, коли пика свиняча».
Високим інтелектом, напруженим духовним життям віє від чергового «Філософа», що зберігають в збірці Художньо-історичного музею Відня. Він серед найвдаліших у Джордано в серії, а за мистецькими якостями дорівнює філософам Рібери, а деяких і перевищує. Так учень наздогнав вчителя.

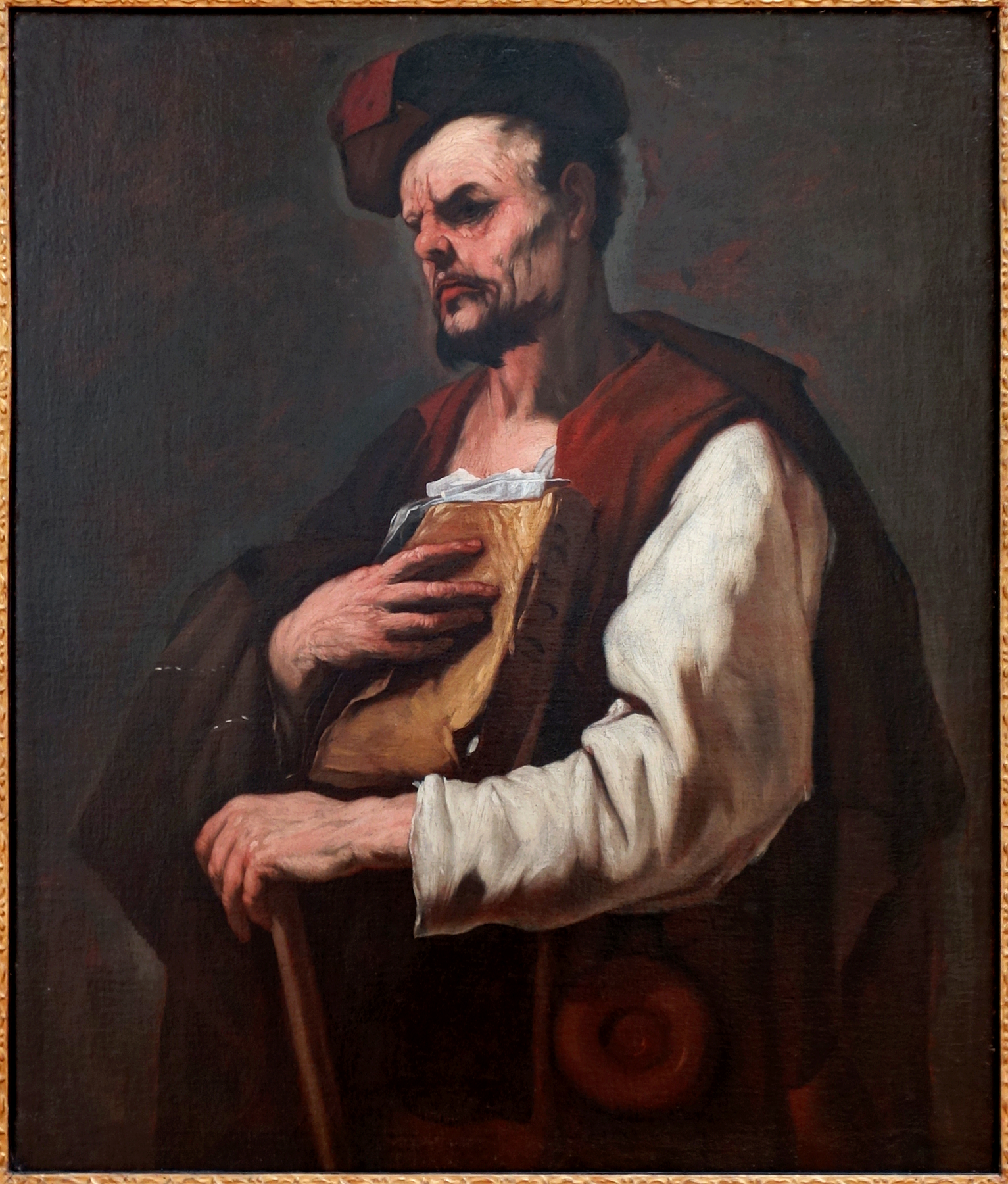
Л. Джордано. «Філософ», Палац витончених мистецтв (Лілль), Франція
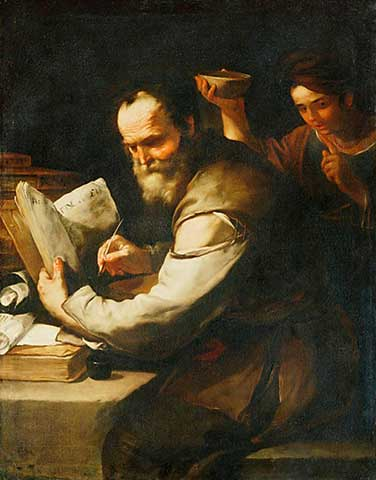
Л. Джордано. «Грубі жарти Ксантіппи над філософом Сократом»
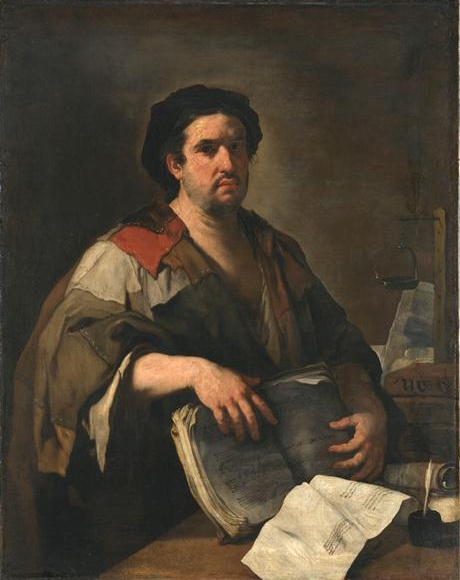
Л. Джордано. «Філософ цинік»

## Інші картини серії «Філософи» роботи Хосе де Рібери

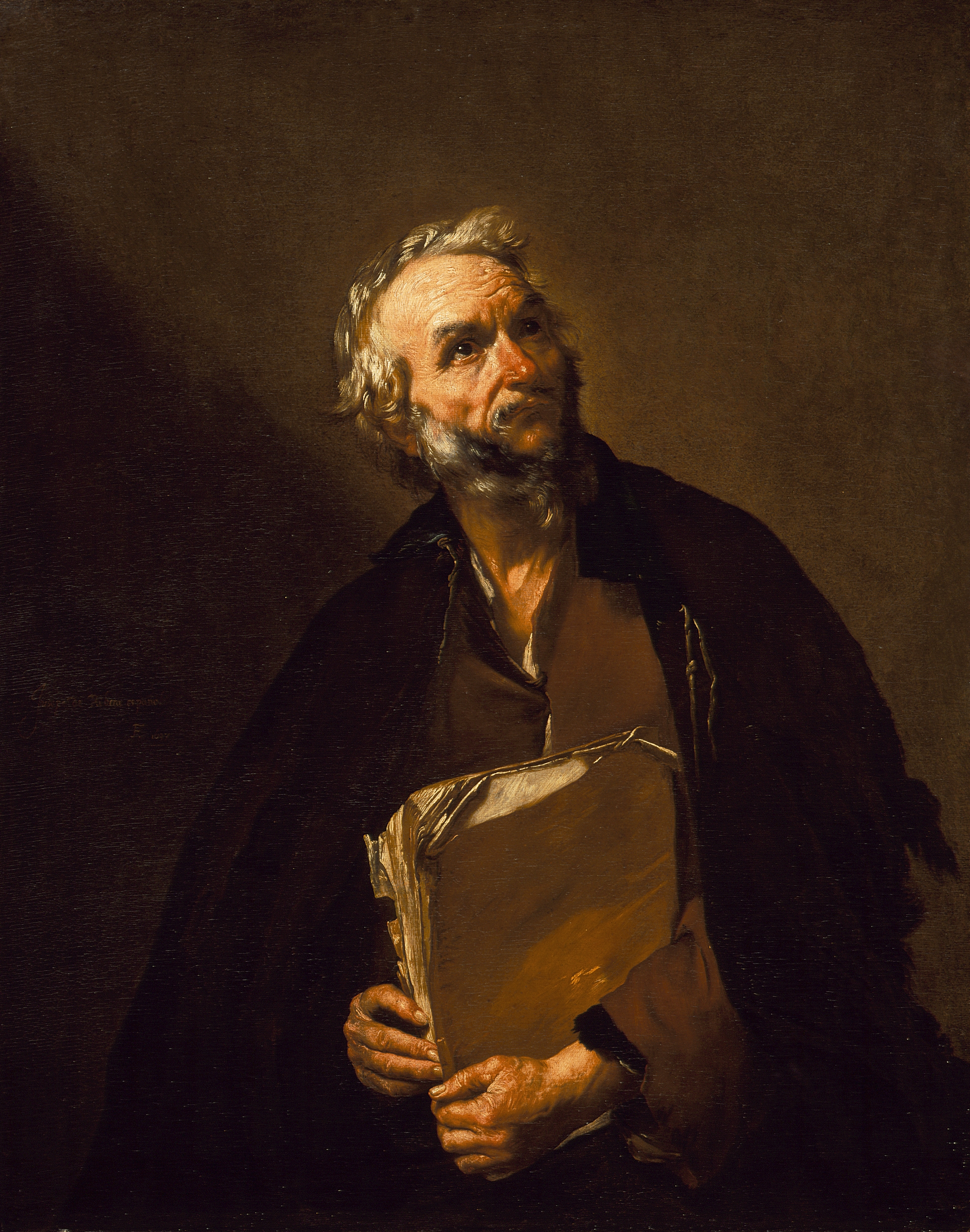
«Платон» (Рібера), Музей мистецтв округу Лос-Анжелес
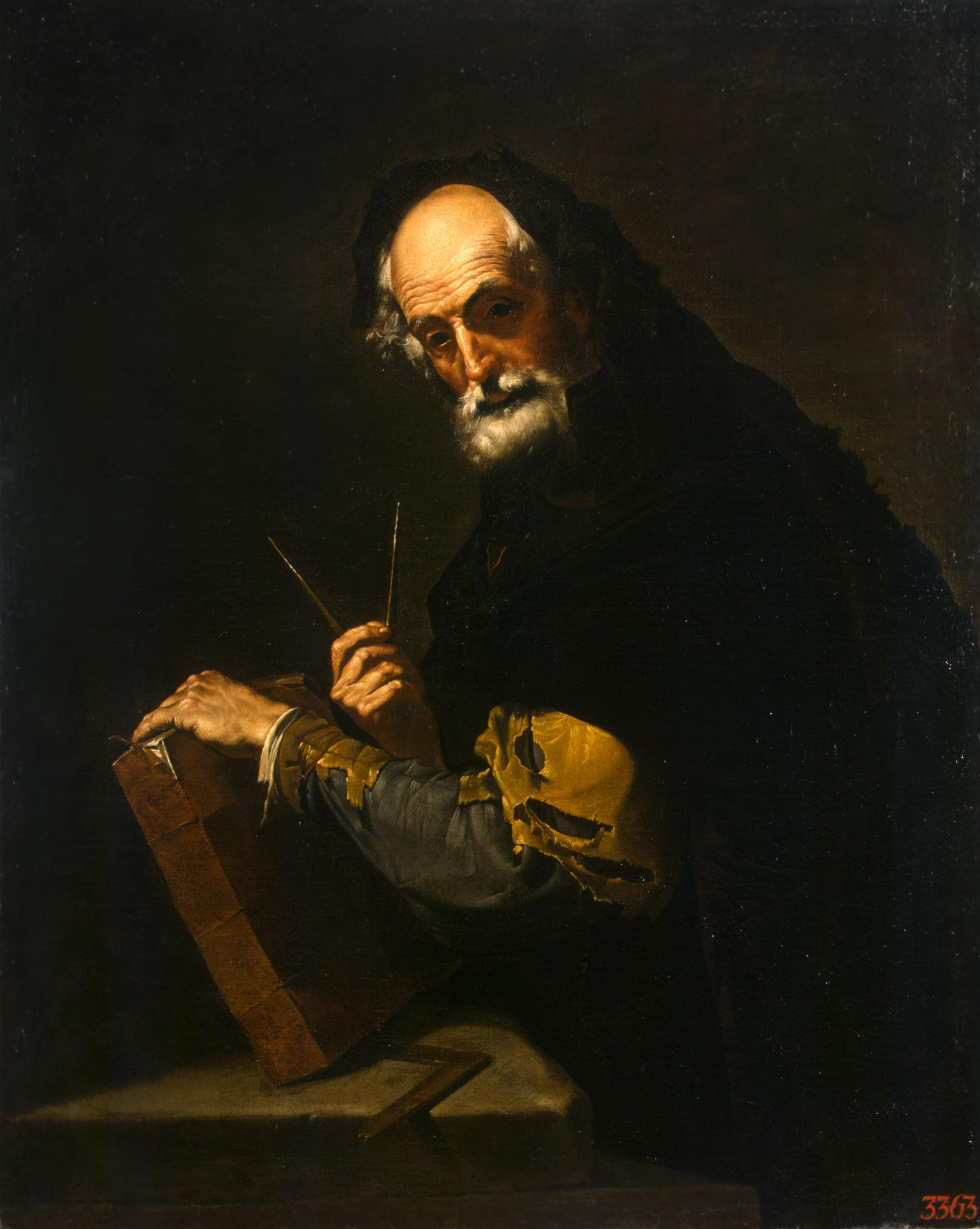
Філософ з книгою (Рібера. копія втраченого оригінала 17 ст.)
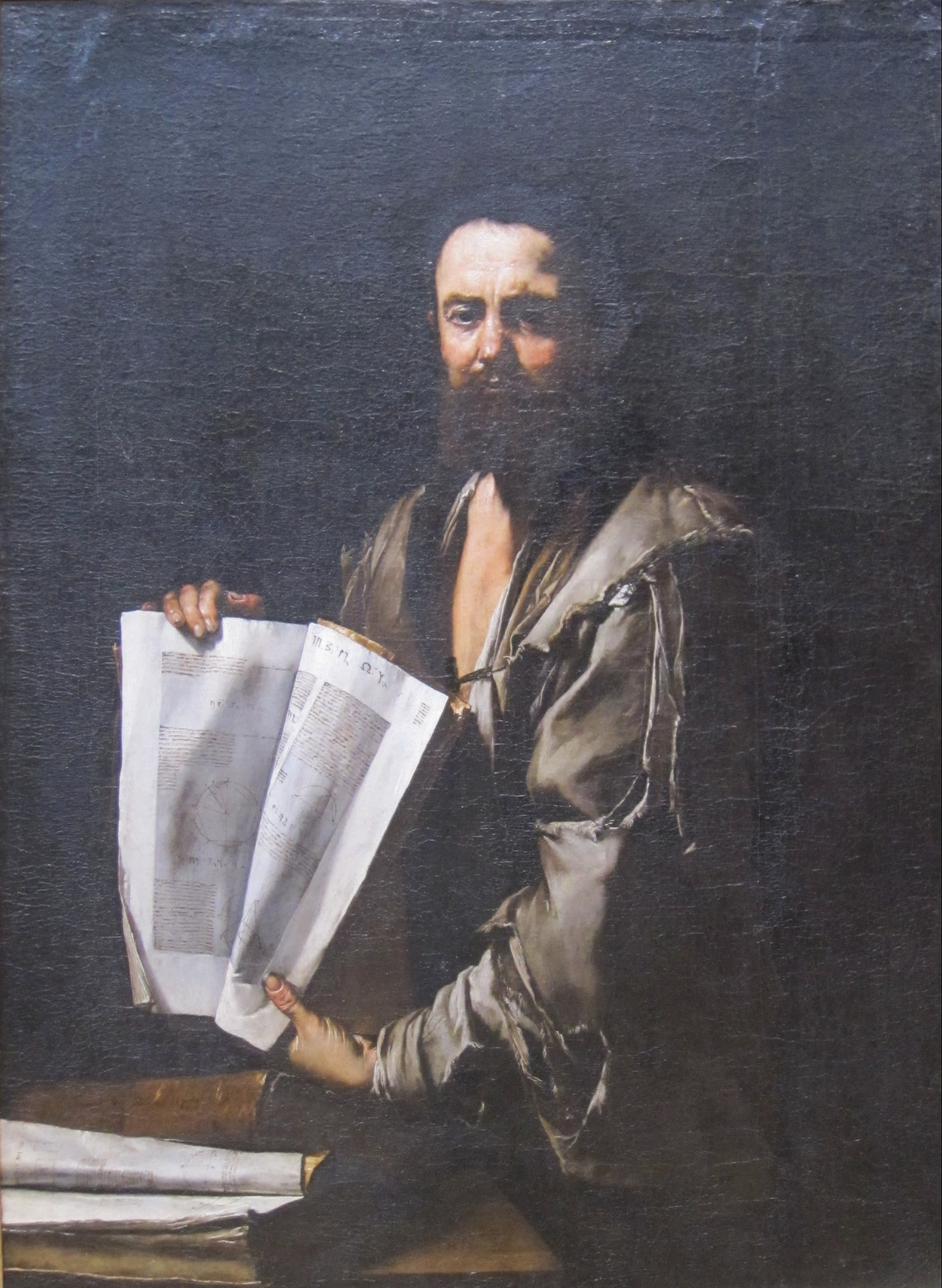
«Евклід» (Рібера)
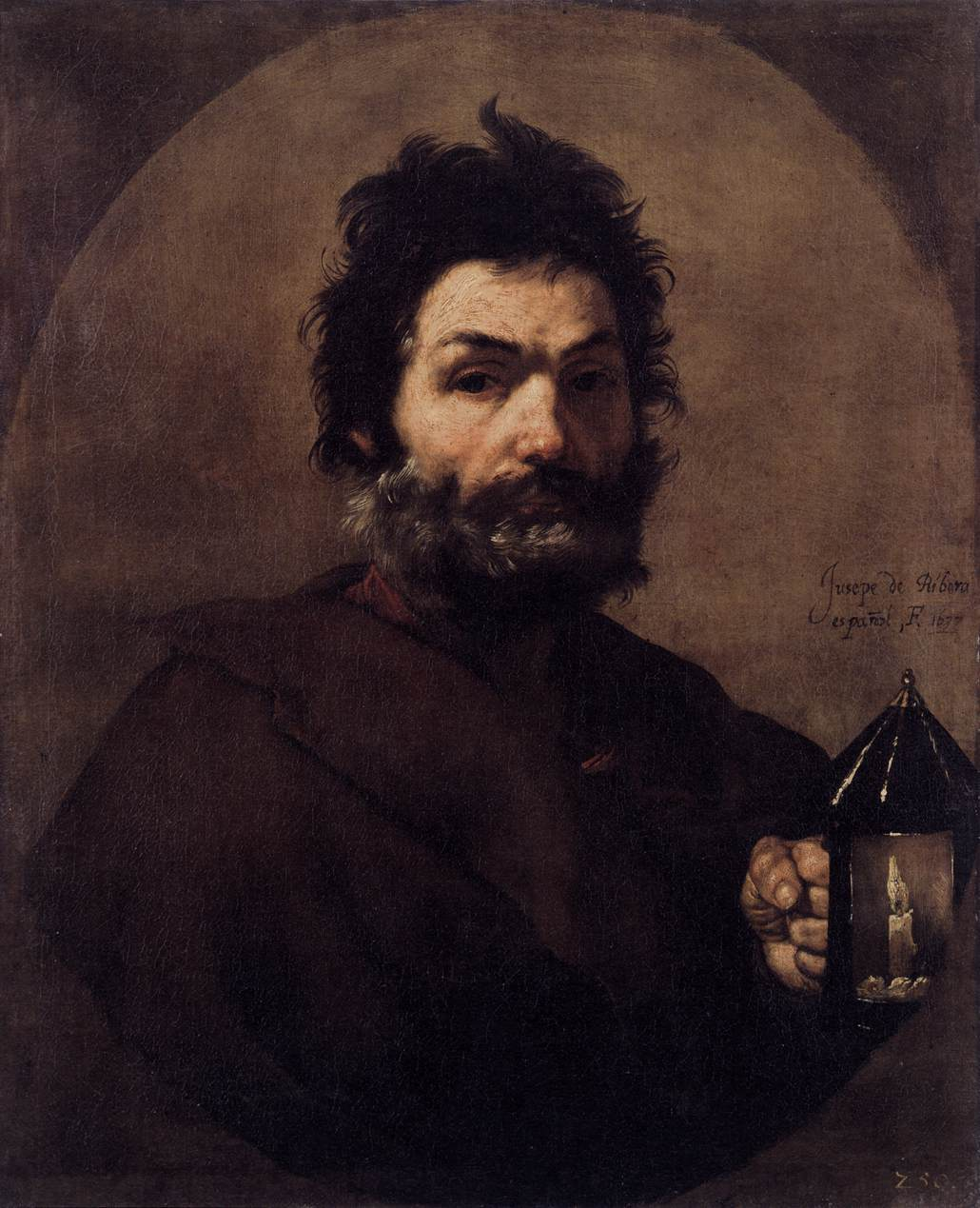
«Діоген в пошуках справжньої людини», Дрезденська картинна галерея